# Procatopodinae
La sottofamiglia Procatopodinae, comprende 46 specie di piccoli pesci d'acqua dolce appartenenti alla famiglia Poeciliidae.

## Descrizione

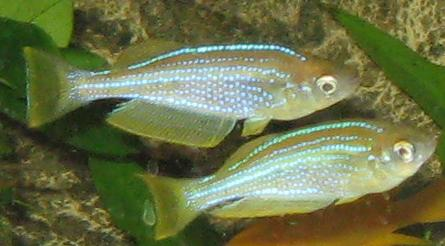
Lamprichthys tanganicanus

Presentano un corpo allungato, compresso ai fianchi,con profilo dorsale poco pronunciato mentre il ventre è decisamente più convesso. La pinna dorsale è arretrata e come l'anale è trapezoidale. La pinna caudale è a delta. La livrea è differente da specie a specie.

Le dimensioni sono minute, variando dai 1,4 cm di Fluviphylax palikur ai 15 cm di Lamprichthys tanganicanus.

## Acquariofilia
Alcune specie sono diffuse in commercio, ma sono principalmente allevate da appassionati.

## Generi
- Fluviphylax
- Hypsopanchax
- Lacustricola
- Lamprichthys
- Micropanchax
- Pantanodon
- Plataplochilus
- Platypanchax
- Procatopus
- Pseudopoecilia